# Cacti
Cacti ist eine freie Webanwendung für Service-Monitoring. Es wird hauptsächlich zur Überwachung der Auslastung verschiedener Netzwerkkomponenten oder anderer IT-Systeme innerhalb eines lokalen Netzwerks benutzt, kann aber grundsätzlich jedes per IP erreichbare Gerät überwachen. Auch die Darstellungen von Umweltbedingungen wie Temperatur, Luftfeuchtigkeit und vieles mehr sind prinzipiell möglich. Es steht unter der GNU General Public License (GPL) zur Verfügung.

## Systemvoraussetzungen
Cacti benötigt folgende Software:
- PHP
- Webserver
- MySQL als Datenbank (derzeit werden keine anderen Datenbanken unterstützt)
- RRDtool
- SNMP, z. B. net-snmp für das Netzwerk-Monitoring

## Funktionsweise

Mit Cacti gemessener Netzwerkverkehr

Cacti ist eine Benutzeroberfläche für  RRD. Sämtliche für die grafische Darstellung notwendigen Daten werden in regelmäßigen Zeitabständen von den Quellen abgefragt und die so erhaltenen Daten in RRD-Archiven gespeichert, von Cacti aufbereitet und mittels RRDtool zu Graphen gewandelt und in der Webanwendung angezeigt. Das Einsammeln der Daten erfolgt entweder über Shell-Skripte, Perl-Programme etc. oder über SNMP-Abfragen.

Cacti Systemaufbau

Cacti zeichnet sich dadurch aus, dass die Einrichtung und Konfiguration der Datenquellen sowie die Visualisierung durchgängig über die Weboberfläche definiert und organisiert wird. Dazu existiert ein verschachteltes System von vorbereiteten, abänderbaren und parametrierbaren Methoden und Templates, mit denen sich die zu überwachenden Komponenten flexibel in Cacti einrichten und konfigurieren lassen. Intern werden diese Konfigurationen in einer MySQL-Datenbank gespeichert.
Die Benutzerverwaltung von Cacti erlaubt eine Autorisierung auf Basis unterschiedlicher Objekte, z. B. pro einzelnem Graphen. Die Integration unter einem LDAP Verzeichnis, auch Active Directory, ist optional möglich.

## Erweiterungen
Zusätzlich zur Organisation verschiedener Datenquellen bietet Cacti die Möglichkeit, eigene oder vorgefertigte Erweiterungen zu integrieren. Dies erlaubt eine Erhöhung des Funktionsumfanges von Cacti:
- Alerting, Thresholds: Plugin THOLD
- Maps: Plugin Weathermap
- Realtime Performance: Plugin Realtime